# گمینا کولنو (استان پودلاسکی)
گمینا کولنو (استان پودلاسکی) (به لهستانی:  Gmina Kolno) یک گمینا در لهستان است که در شهرستان کولنو واقع شده‌است. گمینا کولنو ۲۸۲٫۱۳ کیلومتر مربع مساحت و ۸٬۸۸۴ نفر جمعیت دارد.